# Raasinjärvi
Raasinjärvi eller Raasijärvi är en sjö i Finland. Den ligger i Pöytis kommun i landskapet Egentliga Finland, i den sydvästra delen av landet, 160 km väster om huvudstaden Helsingfors. Raasinjärvi ligger 66 meter över havet. I omgivningarna runt Raasinjärvi växer i huvudsak barrskog. Arean är 29,2 hektar och strandlinjen är 3,22 kilometer lång. Sjön  ingår i Virmo ås huvudavrinningsområde. 